# David Luiz
David Luiz Moreira Marinho (normalt bare kendt som David Luiz) (født 22. april 1987 i Diadema, Brasilien) er en brasiliansk fodboldspiller, der spiller som midterforsvarer hos den brasilianske klub Fortaleza. Han har tidligere spillet for SL Benfica i Portugal, Chelsea F.C. og Arsenal i England, PSG i Frankrig og for Vitória i hjemlandet.
Med Benfica vandt Luiz i 2010 det portugisiske mesterskab. Med Vitória vandt han Bahia-statsmesterskabet Campeonato Baiano i 2005.

## Landshold
David Luiz har spillet 57 kampe og scoret tre mål for Brasiliens landshold, som han debuterede for den 10. august 2010 i en venskabskamp mod USA.

## Privatliv
Luiz har tidligere udnævnt Kaká som sit helt store idol. Han er religiøs kristen og har tidligere sagt disse ord: Min tro (religion) giver mig den tro på, at jeg kan gå ud og præstere og forbedre mig som spiller. Det giver mig styrke og inspiration. Derudover sagde han også: Alt i livet tilhører Gud. Vores formål er allerede kortlagt.[kilde mangler]